# Jean Paul Égide Martini

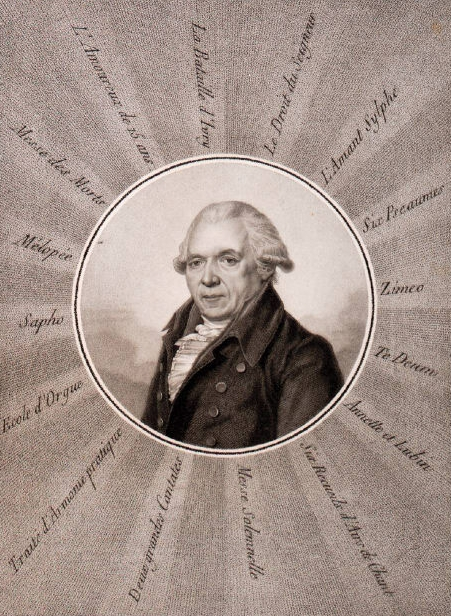
Jean Paul Égide Martini

Jean Paul Égide Martini, född Johann Paul Aegidius Martini 31 augusti 1741 i Freystadt Oberpfalz Tyskland, död 10 februari 1816 i Paris Frankrike, tyskfödd fransk kompositör, dirigent och musiker.

## Biografi
Martini skrev bland annat flera operor, men är känd i vår tid för sin sång "Plaisir d'amour" (1770). 